# Cravașă

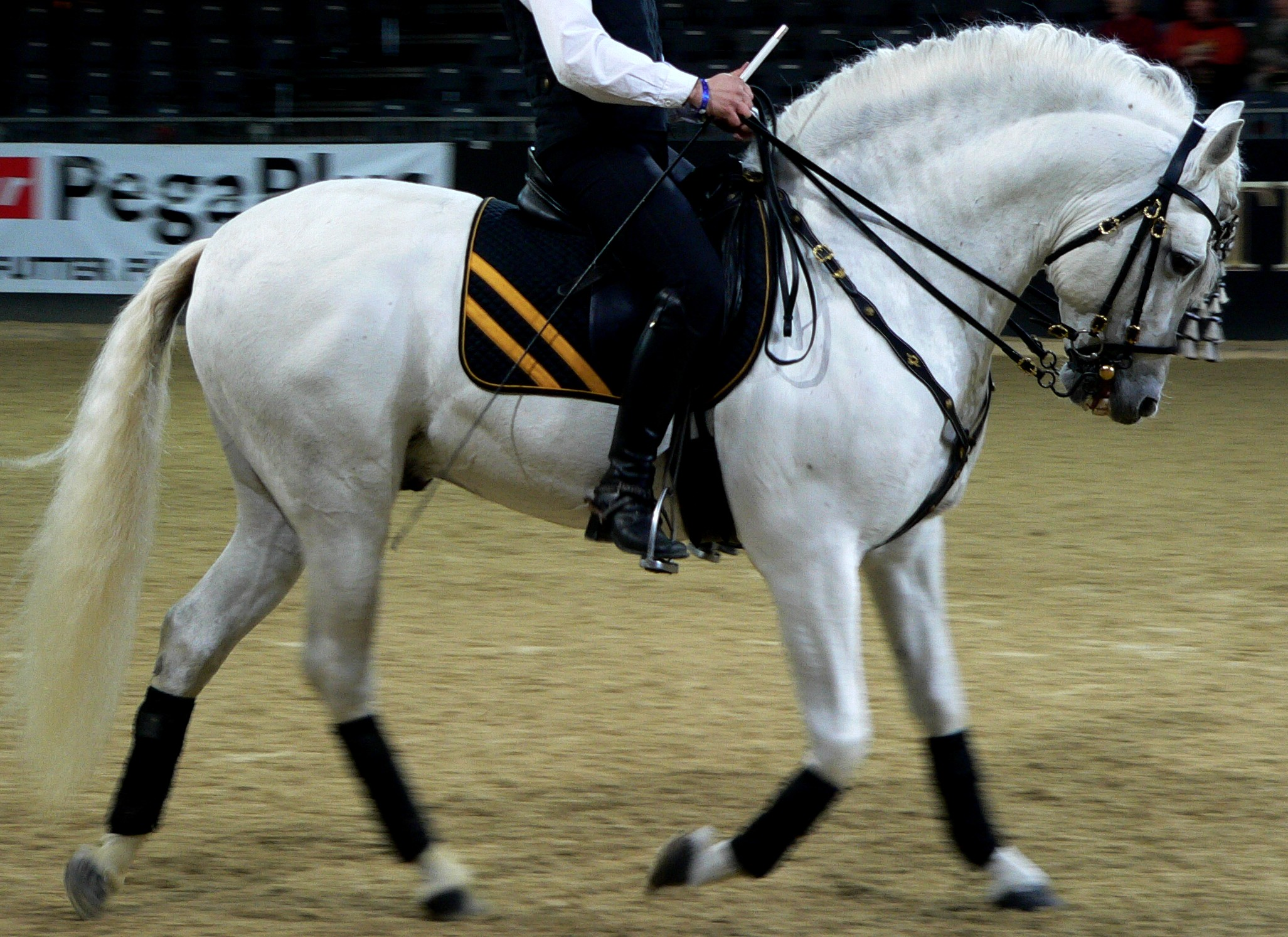
Călăreţ care ține în mâna dreaptă cravașa

Cravașa este un bici de călărie de aprox. 50-130 cm lungime, care este folosit ca mijloc suplimentar pentru a ghida calul, alături de picior, șa și voce. Poziția normală de atingere cu cravașa este flancul calului, pe cât posibil în apropierea locului unde tendonul călărețului apasă asupra corpului calului.